# Albion (Iowa)
Albion és una població dels Estats Units a l'estat d'Iowa. Segons el cens del 2000 tenia 592 habitants.

## Demografia
Segons el cens del 2000, Albion tenia 592 habitants, 222 habitatges, i 172 famílies. La densitat de població era de 387,4 habitants per km².
Dels 222 habitatges en un 32,9% hi vivien nens de menys de 18 anys, en un 63,1% hi vivien parelles casades, en un 9% dones solteres, i en un 22,1% no eren unitats familiars. En el 17,1% dels habitatges hi vivien persones soles el 4,5% de les quals corresponia a persones de 65 anys o més que vivien soles. El nombre mitjà de persones vivint en cada habitatge era de 2,67 i el nombre mitjà de persones que vivien en cada família era de 2,95.
Per edats la població es repartia de la següent manera: un 28,5% tenia menys de 18 anys, un 6,8% entre 18 i 24, un 27,2% entre 25 i 44, un 25,7% de 45 a 60 i un 11,8% 65 anys o més.
L'edat mediana era de 36 anys. Per cada 100 dones de 18 o més anys hi havia 103,4 homes.
La renda mediana per habitatge era de 36.875 $ i la renda mediana per família de 41.250 $. Els homes tenien una renda mediana de 31.042 $ mentre que les dones 24.375 $. La renda per capita de la població era de 14.770 $. Entorn del 9,4% de les famílies i el 15,9% de la població estaven per davall del llindar de pobresa.

## Poblacions més properes
El següent diagrama mostra les poblacions més properes.